# Ruanda ai Giochi della XXX Olimpiade
Il Ruanda ha partecipato ai Giochi della XXX Olimpiade di Londra che si sono svolti dal 27 luglio al 12 agosto 2012. È stata la 8ª partecipazione consecutiva degli atleti ruandesi ai giochi olimpici estivi.
Gli atleti della delegazione ruandese sono stati 7 (5 uomini e 2 donne), in 4 discipline. Alla cerimonia di apertura il portabandiera è stato il biker Adrien Niyonshuti; nessun portabandiera ha presenziato alla cerimonia di chiusura.
Nel corso della manifestazione il Ruanda non ha ottenuto alcuna medaglia, mancando la vincita del primo titolo ai giochi olimpici.

## Partecipanti
| Sport            | Uomini | Donne | Totale |
| ---------------- | ------ | ----- | ------ |
| Atletica Leggera | 2      | 1     | 3      |
| Ciclismo         | 1      | 0     | 1      |
| Judo             | 1      | 0     | 1      |
| Nuoto            | 1      | 1     | 2      |
| Totale           | 5      | 2     | 7      |

## Atletica leggera

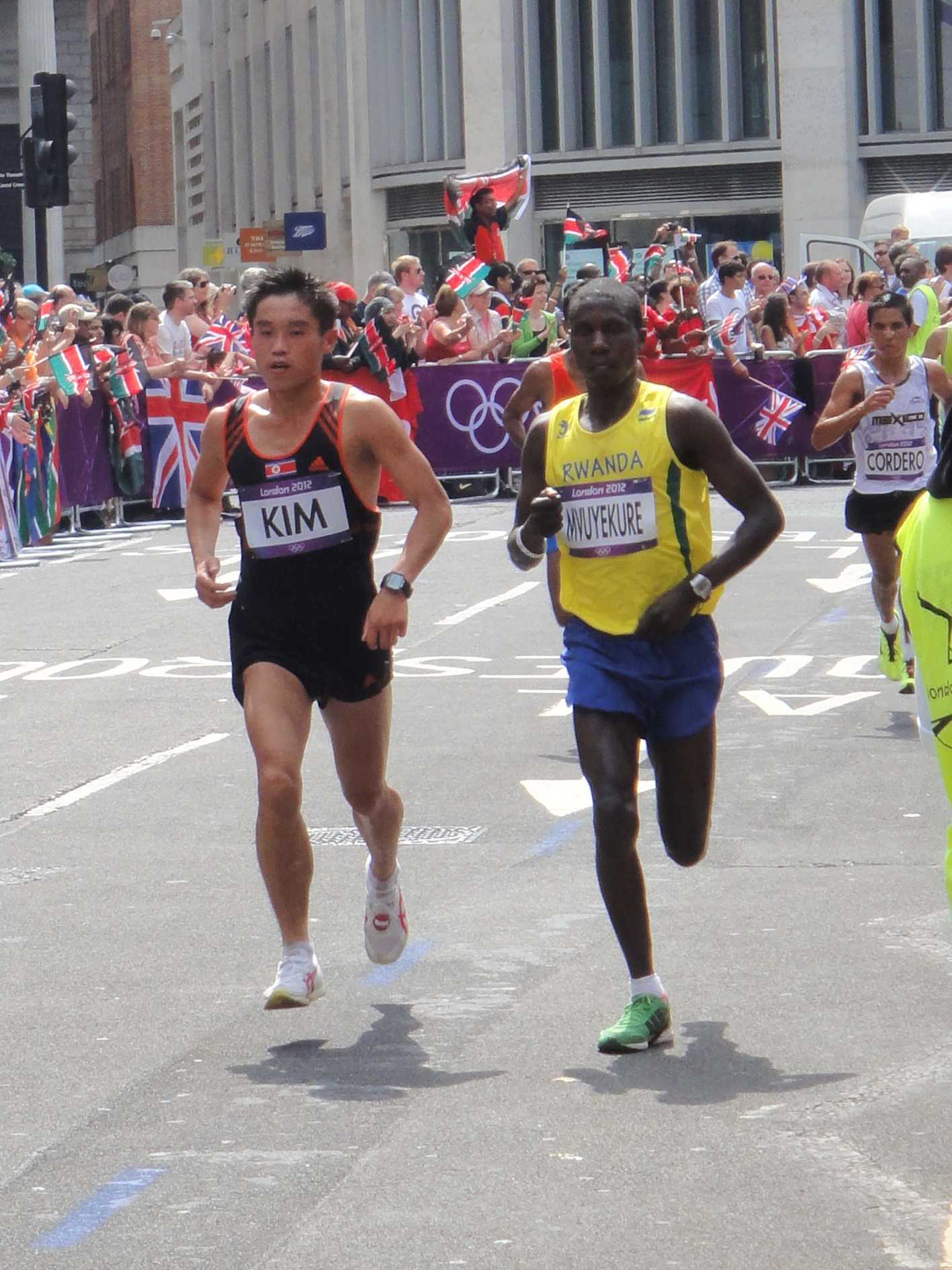
Jean Pierre Mvuyekure affiancato dal nordcoreano Kim Kwang-Hyok nella maratona maschile.

| Q | Qualificato al turno successivo per la posizione in qualificazione                                                           |
| q | Qualificato per il turno successivo per ripescaggio o, negli eventi su campo, conquistando la misura minima per qualificarsi |

### Maschile
Eventi di corsa su pista e strada
| Atleta                | Evento   | Finale    | Finale    |
| Atleta                | Evento   | Risultato | Posizione |
| --------------------- | -------- | --------- | --------- |
| Robert Kajuga         | 10000 m  | 27'56"67  | 14°       |
| Jean Pierre Mvuyekure | Maratona | 2h 30'19" | 79°       |

### Femminile
Eventi di corsa su pista e strada
| Atleta                | Evento   | Finale    | Finale    |
| Atleta                | Evento   | Risultato | Posizione |
| --------------------- | -------- | --------- | --------- |
| Claudette Mukasakindi | Maratona | 2h 51'07" | 101ª      |

## Ciclismo

### Mountain Bike

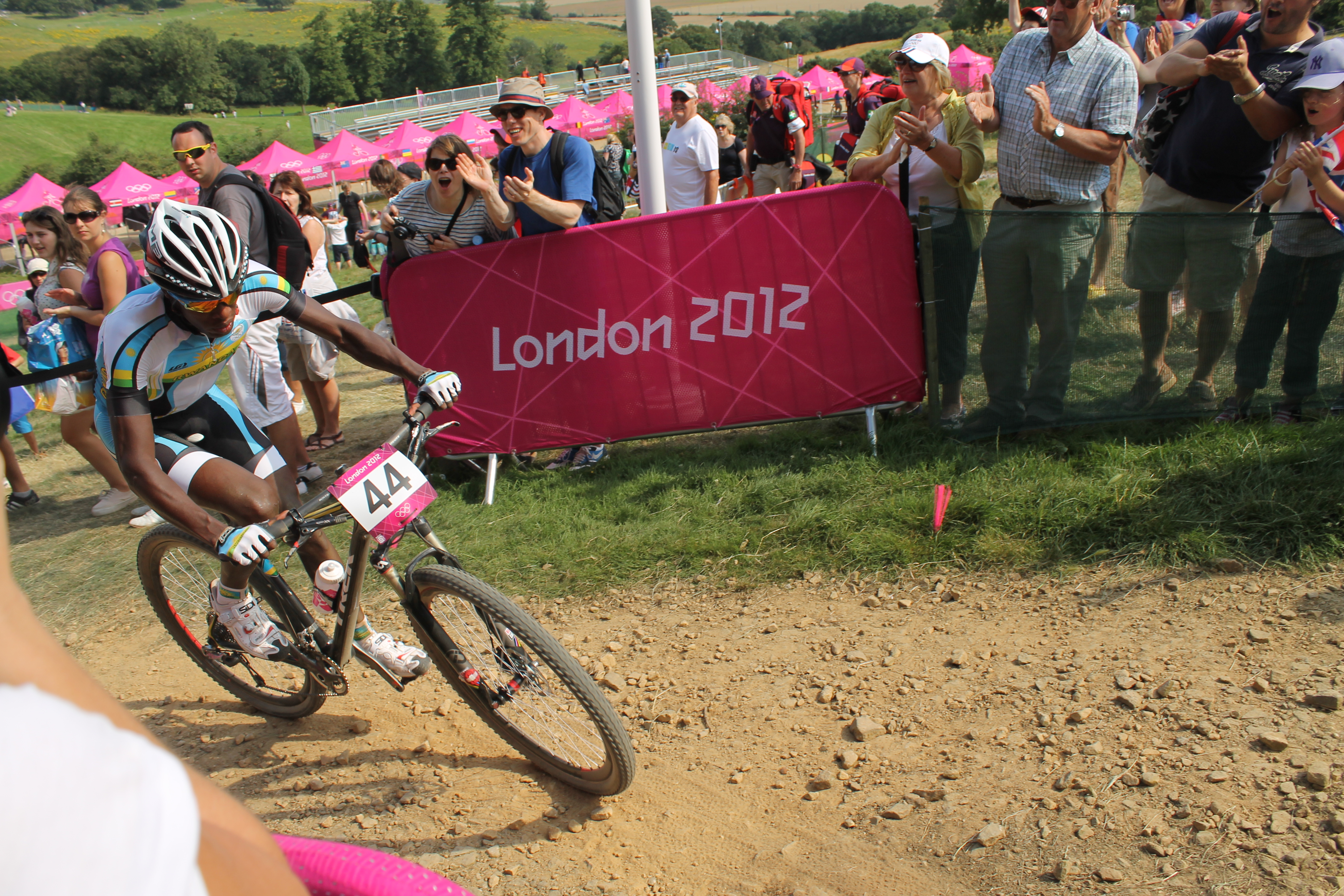
Adrien Niyonshuti (44) nella gara di mountain bike.

Maschile
| Atleta            | Evento        | Tempo     | Classifica |
| ----------------- | ------------- | --------- | ---------- |
| Adrien Niyonshuti | Cross-country | 1h 42'46" | 39°        |

## Judo
Maschile
| Atleta             | Evento | Preliminari          | 16-esimi                        | Ottavi               | Quarti               | Semifinali           | Ripescaggio          | Med. bronzo          | Finale               | Posizione       |
| Atleta             | Evento | Avversario Risultato | Avversario Risultato            | Avversario Risultato | Avversario Risultato | Avversario Risultato | Avversario Risultato | Avversario Risultato | Avversario Risultato | Posizione       |
| ------------------ | ------ | -------------------- | ------------------------------- | -------------------- | -------------------- | -------------------- | -------------------- | -------------------- | -------------------- | --------------- |
| Fred Yannick Uwase | −73 kg | Bye                  | B. Mendonça (BRA) P (0000-0100) | non qualificato      | non qualificato      | non qualificato      | non qualificato      | non qualificato      | non qualificato      | non qualificato |

## Nuoto e sport acquatici

### Nuoto
Maschile
| Atleta             | Evento            | Batterie | Batterie   | Semifinali      | Semifinali      | Finale          | Finale          |
| Atleta             | Evento            | Tempo    | Classifica | Tempo           | Classifica      | Tempo           | Classifica      |
| ------------------ | ----------------- | -------- | ---------- | --------------- | --------------- | --------------- | --------------- |
| Jackson Niyomugabo | 50 m stile libero | 27"38    | 52º        | non qualificato | non qualificato | non qualificato | non qualificato |

Femminile
| Atleta             | Evento            | Batterie | Batterie   | Semifinali      | Semifinali      | Finale          | Finale          |
| Atleta             | Evento            | Tempo    | Classifica | Tempo           | Classifica      | Tempo           | Classifica      |
| ------------------ | ----------------- | -------- | ---------- | --------------- | --------------- | --------------- | --------------- |
| Alphonsine Agahozo | 50 m stile libero | 30"72    | 58ª        | non qualificata | non qualificata | non qualificata | non qualificata |